# Wyspy Salomona na Letnich Igrzyskach Olimpijskich 2016
Wyspy Salomona na Letnich Igrzyskach Olimpijskich 2016 w Rio de Janeiro reprezentowało 3 zawodników. Był to dziewiąty start reprezentacji Wysp Salomona na igrzyskach olimpijskich.

## Skład reprezentacji

### Lekkoatletyka
| Zawodnik       | Konkurencja             | Runda 1  | Runda 1 | Finał    | Finał   | Pozycja |
| Zawodnik       | Konkurencja             | Rezultat | Pozycja | Rezultat | Pozycja | Pozycja |
| -------------- | ----------------------- | -------- | ------- | -------- | ------- | ------- |
| Rosefelo Siosi | Bieg na 5000 m mężczyzn | 15:47,76 | 48.     | NQ       | NQ      | 48.     |
| Sharon Firisua | Bieg na 5000 m kobiet   | 18:01,62 | 31.     | NQ       | NQ      | 31.     |

### Podnoszenie ciężarów
| Zawodnik        | Konkurencja   | Rwanie | Rwanie  | Podrzut | Podrzut | Razem  | Pozycja |
| Zawodnik        | Konkurencja   | Wynik  | Pozycja | Wynik   | Pozycja | Razem  | Pozycja |
| --------------- | ------------- | ------ | ------- | ------- | ------- | ------ | ------- |
| Jenly Tegu Wini | -58 kg kobiet | 84 kg  | 13.     | 104 kg  | 14.     | 188 kg | 15.     |